# Fonte Nuova
Fonte Nuova est une ville italienne d'environ 33 300 habitants, située dans la ville métropolitaine de Rome Capitale, dans la région Latium, en Italie centrale.

## Administration
| Période                                  | Période  | Identité         | Étiquette | Qualité |
| ---------------------------------------- | -------- | ---------------- | --------- | ------- |
| 27 juin 2004                             | En cours | Giovanni Vittori |           |         |
| Les données manquantes sont à compléter. |          |                  |           |         |

### Hameaux
Tor Lupara, Santa Lucia, Quarto Conca, XII Apostoli, Selvotta, Selva dei Cavalieri 

### Communes limitrophes
Mentana, Monterotondo, Guidonia Montecelio, Romagnano al Monte, Rome, Sant'Angelo Romano